# 鉄ワン・アンダードッグ
『鉄ワン・アンダードッグ』（てつワン・アンダードッグ、原題：Underdog）は、2007年のアメリカ映画。1964年から1974年まで放送されたテレビアニメ『ウルトラわんちゃん』を実写映画化。
日本では劇場未公開、2009年5月にDVDが発売。2010年現在、WOWOWなどで放送されている。

## ストーリー
落ちこぼれてしまった警察犬シューシャイン。しかしドジをして野良犬と間違われて捕獲され、バーシニスター博士の研究室に連行される。シューシャインは逃げだそうと暴れて薬品棚に激突し、博士が開発していた薬を浴びて超能力を持つようになってしまった。やがて脱走したシューシャインは、偶然飼い主となった少年ジャックの力を借り、ヒーロー犬「アンダードッグ」（負け犬の意味）として、平和を守るために活躍し始める。

## キャスト
- ジャック：アレックス・ニューバーガー
- ダン：ジム・ベルーシ
- バーシニスター博士：ピーター・ディンクレイジ
- チャド：パトリック・ウォーバートン
- メイヤー：ジョン・スラッテリー
- モリー：テイラー・モンセン

### 声の出演
- アンダードッグ/シューシャイン：ジェイソン・リー
- ポリー：エイミー・アダムス
- リフ・ラフ：ブラッド・ギャレット

### 吹き替え
- アンダードッグ／シューシャイン：落合弘治
- ジャック：内山昂輝
- ダン：銀河万丈
- バーシニスター博士：内田直哉
- キャド：大友龍三郎
- ポリー：桑島法子
- モリー：白石涼子
- その他の声の吹き替え：宝亀克寿／後藤哲夫／仲野裕／中村秀利／鈴木勝美／斉藤次郎／北川勝博／石川悦子／藤原堅一／宗矢樹頼／入江崇史／楠見尚己／滝知史／朝倉栄介／八木かおり／山田智子／五味真由子／佐渡貴之／沖田愛／寺川府公子